# Верхньосаїтово
Верхньосаї́тово (рос. Верхнесаитово, башк. Үрге Сәйет) — присілок у складі Кушнаренковського району Башкортостану, Росія. Входить до складу Бакаєвської сільської ради.
Населення — 242 особи (2010; 253 у 2002).
Національний склад:
- башкири — 70 %
- татари — 30 %